# 刘钟奇
刘钟奇（1902年—1966年），原名刘述然，曾用名刘峰，男，直隶（今河北）迁安人，中国纺织专家，曾任新疆维吾尔自治区纺织工业管理局局长、轻工业厅副厅长。